# 제7회 베를린 국제 영화제
제7회 베를린 국제 영화제는 1957년 6월 21일에 열린 시상식이다.

## 수상 및 후보

### 황금곰상
- 12인의 노한 사람들 - 시드니 루멧 수상

### 은곰상:감독상
- 파더스 앤 썬즈 - 마리오 모니첼리 수상

### 은곰상:여자연기자상
- 우먼 인 어 드레싱 가운 - 이본느 밋첼 수상

### 은곰상:남자연기자상
- 티족 - 페드로 인팬트 수상

### 황금곰상:단편영화상
- Gente lontana

### 황금곰상:다큐멘터리상
- 시크릿 오브 라이프 - 제임스 알가 수상

### 은곰상:단편영화상
- Plitvicka jezera
- 1000 Kleine Zeichen - Herbert Seggelke 수상
- Big Bill Blues

### 은곰상:다큐멘터리상
- 라스트 파라다이스 - 폴코 퀼리시 수상